# Kninipaati
Kninipaati, ook wel los van elkaar geschreven, vertaald: eiland dat lijkt op een knie, is een eiland in de Boven-Surinamerivier in het district Sipaliwini in Suriname. Het ligt in de rivier tegenover het dorp Gunsi. Ertussenin ligt het eiland Tang Loekoe en er direct erboven Anaula, met uitzicht op de stroomversnelling Ferulasi. Stroomopwaarts bevinden zich Nieuw-Aurora en de landingsbaan van Ladouanie.
Op het eiland bevindt het River Resort Knini Paati.